# 27e Grammy Awards
De 27e uitreiking van de jaarlijkse Grammy Awards vond plaats op 26 februari 1985 in het Shrine Auditorium in Los Angeles. Het evenement werd rechtstreeks uitgezonden door CBS en voor het vierde achtereenvolgende jaar gepresenteerd door John Denver, die tot dan toe nog nooit zelf een Grammy had gewonnen; hij kreeg zijn enige Grammy pas in 1998, postuum. 

## Uitreikingen
De succesvolste artiest van de avond was Tina Turner, die drie Grammy's won: Record of the Year, Best Pop Vocal Performance (beide voor What's Love Got to Do with It) en Best Rock Vocal Performance (voor Better Be Good to Me). Bovendien kregen de componisten van What's Love Got to Do with It ook nog eens een Grammy in de categorie Song of the Year. Het waren Turners eerste Grammy's sinds 1971, toen ze haar - tot dan toe - enige Grammy won met Proud Mary.
De prijs voor het Album of the Year ging niet naar Turner, maar naar Lionel Richie voor zijn Can't Slow Down. De individuele tracks van het album wonnen geen Grammy's. Richie kreeg ook nog een prijs als beste producer.
Michael Jackson kwam na zijn recordoogst in 1984 niet verder dan één Grammy, in de categorie voor beste lange muziekvideo. Een "making of"-documentaire voor de clip van Thriller was de winnaar.
Er waren nogal wat grote namen die hun allereerste Grammy wonnen. Bruce Springsteen was al een paar keer genomineerd geweest, maar in 1985 won hij eindelijk in de Best Rock Vocal Performance categorie met Dancing in the Dark. David Bowie won zijn eerste Grammy voor de video David Bowie, een uitgebreide versie van de videoclip van de single Blue Jean. Randy Newman won eveneens zijn eerste Grammy met de muziek uit de film The Natural. Ook Yes, Phil Collins en country-legende Merle Haggard wonnen voor het eerst.
Opvallend was dat er nogal wat barrières voor de verschillende Grammy-categorieën werden geslecht. Zo won Michael McDonald een Grammy in de R&B-categorie, een unieke prestatie voor een blanke zanger. Het was zelfs voor het eerst sinds 1958 dat een blanke artiest in deze categorie een prijs won. Sheena Easton won in de Best Mexican-American Recording categorie, ongewoon voor een Britse zanger(es). Wynton Marsalis won in de jazz- én de klassieke categorieën en Donna Summer won een prijs voor beste religieuze plaat.
Luis Miguel, die in de categorie voor beste Mexicaans-Amerikaanse muziek won, vestigde een record: hij was 14 jaar toen hij de prijs kreeg, waarmee hij de jongste Grammy-winnaar werd. Het record werd in 1997 verbroken door LeAnn Rimes.
Postume Grammy's waren er voor Count Basie en Steve Goodman, beiden overleden in 1984. Goodman's Grammy was voor zijn compositie City of New Orleans, uitgevoerd door Willie Nelson. In Nederland is dit nummer, dat oorspronkelijk uit 1972 is, beter bekend als het origineel van Het is weer voorbij die mooie zomer  van Gerard Cox.

## Winnaars

### Algemeen
- Album of the Year
  - "Can't Slow Down" - Lionel Richie (artiest); James Anthony Carmichael (producer)
- Record of the Year
  - "What's Love Got to Do with It" - Tina Turner (artiest); Terry Britten (producer)
- Song of the Year
  - Terry Britten & Graham Lyle (componisten) voor "What's Love Got to Do with It" (uitvoerende: Tina Turner)
- Best New Artist
  - Cyndi Lauper

### Pop
- Best Pop Vocal Performance (zangeres)
  - "What's Love Got to Do with It" - Tina Turner
- Best Pop Vocal Performance (zanger)
  - "Against All Odds (Take a Look at Me Now)" - Phil Collins
- Best Pop Vocal Performance (duo/groep)
  - "Jump (For My Love)" - Pointer Sisters
- Best Pop Instrumental Performance
  - "Ghostbusters (Instrumental)" - Ray Parker Jr.

### Country
- Best Country Vocal Performance (zangeres)
  - "In My Dreams" - Emmylou Harris
- Best Country Vocal Performance (zanger)
  - "That's The Way Love Goes" - Merle Haggard
- Best Country Vocal Performance (duo/groep)
  - "Mama He's Crazy" - The Judds
- Best Country Instrumental Performance
  - "Wheel Hoss" - Ricky Skaggs
- Best Country Song
  - Steve Goodman voor "City of New Orleans" (uitvoerende: Willie Nelson)

### R&B
- Best R&B Vocal Performance (zangeres)
  - "I Feel For You" - Chaka Khan
- Best R&B Vocal Performance (zanger)
  - "Caribbean Queen" - Billy Ocean
- Best R&B Vocal Performance (duo/groep)
  - "Yah Mo B There" - James Ingram & Michael McDonald
- Best R&B Instrumental Performance
  - "Sound System" - Herbie Hancock
- Best R&B Song
  - Prince (Componist) voor "I Feel For You" (uitvoerende: Chaka Khan)

### Rock
- Best Rock Vocal Performance (zangeres)
  - "Better Be Good to Me" - Tina Turner
- Best Rock Vocal Performance (zanger)
  - "Dancing in the Dark" - Bruce Springsteen
- Best Rock Vocal Performance (duo/groep)
  - "Purple Rain (Soundtrack)" - Prince & The Revolution
- Best Rock Instrumental Performance
  - "Cinema" - Yes

### Blues
- Best Traditional Blues Recording
  - "Blues Explosion" - J.B. Hutto & The New Hawks, John Hammond, Koko Taylor & The Blues Machine, Luther "Guitar Junior" Johnson, Stevie Ray Vaughan & Double Trouble, Sugar Blue

### Folk/Traditioneel
- Best Ethnic or Traditional Folk Recording
  - "Live!" - Elizabeth Cotten

### Latin
- Beste latin pop-optreden
  - "Always In My Heart (Siempre En Mi Corazon)" - Placido Domingo
- Best Tropical Latin Performance
  - "Palo Pa Rumba" - Eddie Palmieri
- Best Mexican-American Peformance
  - "Me Gustas Tal Como Eres" - Sheena Easton & Luis Miguel

### Reggae
- Best Reggae Album
  - "Anthem" - Black Uhuru

### Gospel
- Best Gospel Performance (zangeres)
  - "Angels" - Amy Grant
- Best Gospel Performance (zanger)
  - "Michael W. Smith" - Michael W. Smith
- Best Gospel Performance (duo/groep)
  - "Keep The Flame Burning" - Debby Boone & Phil Driscoll
- Best Soul Gospel Performance (zangeres)
  - "Sailin'" - Shirley Caesar
- Best Soul Gospel Performance (zanger)
  - "Always Remember" - Andrae Crouch
- Best Soul Gospel Performance (duo/groep)
  - "Sailin' on the Sea of Your Love" - Shirley Caesar & Al Green
- Best Inspirational Performance (religieus)
  - "Forgive Me" - Donna Summer

### Jazz
- Best Jazz Instrumental Performance (instrumentale solist)
  - "Hot House Flowers" - Wynton Marsalis
- Best Jazz Instrumental Performance (groep)
  - "New York Scene" - Art Blakey & The Jazz Messengers
- Best Jazz Instrumental Performance (big band)
  - "88 Basie Street" - Count Basie
- Best Jazz Fusion Performance
  - "First Circle" - Pat Metheny Group
- Best Jazz Vocal Performance
  - "Nothin' But The Blues" - Joe Williams

### Klassieke muziek
Vetgedrukte namen ontvingen een Grammy. Overige uitvoerenden, zoals orkesten, solisten e.d., die niet in aanmerking kwamen voor een Grammy, staan in kleine letters vermeld.
- Best Classical Orchestral Recording (orkest)
  - "Prokofiev: Symphony no. 5 in B Flat" - Leonard Slatkin (dirigent); Jay David Saks (producer)
  - St. Louis Symphony, orkest
- Best Classical Vocal Performance (zanger[es])
  - "Ravel: Songs of Maurice Ravel" - Heather Harper, Jessye Norman & José van Dam (solisten)
  - BBC Symphony Orchestra o.l.v. Pierre Boulez; l'Ensemble InterContemporain
- Best Opera Recording
  - "Bizet: Carmen (Soundtrack)" - Faith Esham, Julia Migenes, Placido Domingo & Ruggero Raimondi (solisten); Lorin Maazel (dirigent); Michel Glotz (producer)
  - Les Choeurs et Maitrise de Radio France & l'Orchestre National de France, orkest & koor
- Best Choral Performance (koor)
  - "Brahms: A German Requiem" - Margaret Hillis (koordirigent); James Levine (dirigent)
  - Chicago Symphony Orchestra & Chorus, koor & orkest
- Best Classical Performance (instrumentale solist met orkestbegeleiding)
  - "Handel, Purcell, Torelli, Fasch, Molter" - Wynton Marsalis (solist)
  - English Chamber Orchestra o.l.v. Raymond Leppard
- Best Classical Performance (instrumentale solist zonder orkestbegeleiding)
  - "Bach: The Unaccompanied Cello Suites" - Yo Yo Ma
- Best Chamber Music Performance (kamermuziek)
  - "Beethoven: The Late String Quartets" - The Juilliard String Quartet
- Best New Classical Composition (compositie)
  - Samuel Barber (componist) voor "Antony and Cleopatra", uitvoerende: Christian Badea
- Best Classical Album
  - "Amadeus (Original Soundtrack)" - Neville Marriner (dirigent); John Strauss (producer)
  - Academy of St. Martin in the Fields (orkest), The Choristers of Westminster Abbey (koor) & The Ambrosian Opera Chorus (koor)

### Comedy
- Best Comedy Recording
  - "Eat It" - Weird Al Yankovic

### Composing & Arranging (Compositie & arrangementen)
- Best Instrumental Composition
  - John Williams voor "Olympic Fanfare and Theme"

en
- - Randy Newman voor "The Natural"
- Best Album of Original Score Written for a Motion Picture or A Television Special (Beste film- of tv-soundtrack)
  - Prince, John L. Nelson, Wendy Melvoin & Lisa Coleman (componisten) voor "Purple Rain (Original Soundtrack)", uitvoerenden: Prince & The Revolution
- Best Arrangement on an Instrumental (Beste instrumentale arrangement)
  - Jeremy Lubbock & Quincy Jones (arrangeurs) voor "Grace (Gymnastics Theme)", uitvoerende: Quincy Jones
- Best Instrumental Arrangement Accompanying Vocals (Beste instrumentale arrangment met zang)
  - David Foster & Jeremy Lubbock (arrangeurs) voor "Hard Habit To Break", uitvoerenden: Chicago
- Best Vocal Arrangement for Two or More Voices (Beste arrangement voor meerstemmige zang)
  - Pointer Sisters (arrangeurs) voor "Automatic", uitvoerenden: Pointer Sisters

### Kinderrepertoire
- Best Recording for Children
  - "Where the Sidewalk Ends" - Ron Haffkine (producer); Shel Silverstein (uitvoerende)

### Musical
- Best Cast Show Album
  - "Sunday in the Park with George" - Stephen Sondheim (componist); Thomas Z. Shepard (producer)

### Hoezen
- Best Album Package
  - Janet Perr (ontwerper) voor "She's So Unusual" (uitvoerende: Cyndi Lauper)
- Best Album Notes (Beste hoestekst)
  - Gunther Schuller & Martin Williams (schrijvers) voor "Big Band Jazz" (uitvoerenden: Paul Whiteman, Fletcher Henderson, Chick Webb, Tommy Dorsey, Count Basie, Benny Goodman e.a.)

### Production & Engineering (Productie & techniek)
- Best Engineered Recording, Non-Classical (Beste techniek op een niet-klassiek album)
  - Humberto Gatica (technicus) voor "Chicago XVII", uitvoerende: Chicago
- Best Engineered Recording, Classical (Beste techniek op een klassiek album)
  - Paul Goodman (technicus) voor "Prokofiev: Symphony no. 5 in B Flat, Op. 100", uitvoerenden: Saint Louis Symphony o.l.v. Leonard Slatkin
- Producer of the Year, Non-Classical
  - James Anthony Carmichael & Lionel Richie

en
- - David Foster
- Producer of the Year, Classical
  - Steven Epstein

### Gesproken Woord
- Best Spoken Word or Non-Musical Recording
  - "The Words of Gandhi" - Ben Kingsley

### Historisch
- Best Historical Album
  - "Big Band Jazz" - J.R. Taylor (producer)

### Video
- Best Video (Short Form) (Beste korte video/videoclip)
  - "David Bowie" - David Bowie
- Best Video (Long Form) (Beste lange muziekvideo)
  - "The Making of Michael Jackson's Thriller" - Michael Jackson